# Station Alphen
Station Alphen is een voormalig station in de Noord-Brabantse plaats Alphen, gebouwd in 1867 door de Société Anonyme des chemins de fer du Nord de la Belgique, dat geopend werd op 1 oktober 1867 en dat een van de stations van het Spoorlijn Tilburg - Turnhout (Bels Lijntje) was, een spoorlijn die Turnhout in België met Tilburg in Nederland verbond. Het gebouw had zinken daken en werd op 7 oktober 1934 voor het reizigersvervoer gesloten.
Op Nederlands grondgebied is deze spoorlijn geheel opgebroken en zijn bijna alle gebouwen gesloopt.